# Vukojevac
Vukojevac (cyr. Вукојевац) – wieś w Serbii, w okręgu toplickim, w gminie Kuršumlija. W 2011 roku pozostawała niezamieszkana.